# Phymatodes
Phymatodes is een kevergeslacht uit de familie van de boktorren (Cerambycidae). De wetenschappelijke naam van het geslacht werd voor het eerst geldig gepubliceerd in 1839 door Mulsant.

## Soorten
Phymatodes omvat de volgende soorten:
- Phymatodes femoralis (Ménétriés, 1832)
- Phymatodes infasciatus Pic, 1935
- Phymatodes jiangi Wang & Zheng, 2003
- Phymatodes kozlovi Semenov & Plavilstshikov, 1936
- Phymatodes magnanii (Sama & Rapuzzi, 1999)
- Phymatodes murzini Danilevsky, 1993
- Phymatodes rufipes (Fabricius, 1776)
- Phymatodes semenovi Plavilstshikov, 1935
- Phymatodes sinensis (Pic, 1900)
- Phymatodes zemlinae Plavilstshikov & Anufriev, 1964
- Phymatodes aeneus LeConte, 1854
- Phymatodes aereus (Newman, 1838)
- Phymatodes amoenus (Say, 1824)
- Phymatodes ater LeConte, 1884
- Phymatodes blandus (LeConte, 1859)
- Phymatodes concolor Linsley, 1934
- Phymatodes decussatus (LeConte, 1857)
- Phymatodes dimidiatus (Kirby, 1837)
- Phymatodes fulgidus Hopping, 1928
- Phymatodes grandaevus (Wickham, 1917)
- Phymatodes grandis Casey, 1912
- Phymatodes hirtellus (LeConte, 1873)
- Phymatodes infuscatus (LeConte, 1859)
- Phymatodes lengi Joutel, 1911
- Phymatodes maculicollis LeConte, 1878
- Phymatodes miocenicus Wickham, 1914
- Phymatodes nigerrimus Van Dyke, 1920
- Phymatodes nigrescens Hardy & Preece, 1927
- Phymatodes nitidus LeConte, 1874
- Phymatodes obliquus Casey, 1891
- Phymatodes rainieri Van Dyke, 1937
- Phymatodes shareeae Cope, 1984
- Phymatodes testaceus (Linnaeus, 1758)
- Phymatodes tysoni Chemsak & Linsley, 1984
- Phymatodes vandae (Danilevsky, 2010)
- Phymatodes varius (Fabricius, 1776)
- Phymatodes vilitatis Linsley, 1940
- Phymatodes volans Beutenmüller & Cockerell, 1908
- Phymatodes vulneratus (LeConte, 1857)